# Vándormonda
A vándormonda olyan monda, mely több területről ismert, hosszú élete során hatalmas területeket bejárt. A kifejezést Reidar Th. Christiansen munkássága révén nyert egyértelmű jelentést.
Vándorolhat nyelvterületen belül, de népek között is. Igen hosszú ideig él az emberek ajkán, esetenként egy-egy területre újból eljut. Mindig fabulat, azaz kialakult epikus történet. A mesénél lokálisabb elterjedésű, mégis az európai népek mondáinak jelentős része vándormonda. Az egyes mondák új környezetbe kerülve megváltoznak, a szereplők és színterek népnek és vidéknek megfelelően lecserélődnek. Tipikus vándormonda a halhatatlan hősről szóló: a hős visszatér majd, ha népének újból szüksége lesz rá (az angoloknál Artus király, a németeknél Rőtszakállú Frigyes, nálunk Csaba királyfi, a szlovéneknél Corvin Mátyás). Vándormonda az eredetmagyarázó mondák többsége, csodaszarvasról szóló monda, a földrajzi jelenségeket magyarázó mondák is (ez utóbbi alól a címermondák és névmagyarázó mondák kivételt képeznek, mert csak szűk közösség számára érthetők).